# 甘巴科塔峰
84°2′S 56°3′W / 84.033°S 56.050°W
甘巴科塔峰（英語：Gambacorta Peak）是南極洲的山峰，位於伊利沙伯女皇地，處於卡斯查克山以東7公里，屬於彭薩科拉山脈中尼普頓山脈的一部分，美國地質調查局根據測量和該國海軍的空中照片繪入地圖，現時由南極條約體系管理。